# Palaquium stehlinii
Palaquium stehlinii là một loài thực vật có hoa trong họ Hồng xiêm. Loài này được Christoph. mô tả khoa học đầu tiên năm 1935.